# Simón Bolívar
Simón José Antonio de la Santísima Trinidad Bolívar y Ponte Palacios y Blanco, cunoscut mai mult ca Simón Bolívar (n. 24 iulie 1783, Caracas, Venezuela - d. 17 decembrie 1830, Santa Marta, Columbia) a fost conducătorul unor mișcări de independență în America de Sud, numite uneori „Războiul lui Bolívar”.

## Copilăria
Simón Jose Bolívar Antonio de la Santisima Trinidad, copilul lui don Juan Vicente Bolívar (1726 - 1786), colonel de armată și al donei Maria Conception Palacios, s-a născut în Caracas la 24 iulie 1783, fiind cel ce va duce mai departe neamul întemeiat de primul Bolívar venit în Lumea Nouă în 1590. Simón Jose Bolívar a moștenit o avere însemnată de plantații de trestie de zahăr, case, ferme, moșii și sclavi, avere strânsă de strămoșii săi care toți au fost venezueleni influenți în corpul de funcționari ai monarhiei spaniole.
La nașterea sa, tatăl său avea vârsta de 47 ani de ani. Simón Jose Bolívar era băiatul cel mai mic și toți i se supuneau, dar la vârsta de 3 ani își va pierde tatăl iar la 10 mama, amândoi secerați de TBC.
Până la 10 ani a fost răsfățat și iubit cu pasiune; mama lui considerând că o asemenea avere nu-l obliga pe Simón să aibă prea multe cunoștințe de gramatică ori matematică, îi angajează un profesor - Simón Rodriguez care caută să-i stimuleze aptitudinile, înclinațiile sau dorințele lui firești după metoda filozofului francez Jean Jacques Rousseau. Singurele cărți pe care le-a predat elevului său au fost Robinson Crusoe de Daniel Defoe și Viețile paralele ale lui Plutarh.
După moartea mamei, se termină copilăria prințului creol: surorile lui Juana și Maria Antonia se căsătoriseră cu un an înainte, bunicul Feliciano Palacios murise tot atunci, iar el și fratele său mai mare rămân în grija mătușii Josefa și a unchiului Pedro Palacios. Șocat de dispariția iubitei mame, copilul cade în tristețe și slăbește; pentru a micșora șocul pierderii, tutorii îl trimit cu profesorul său la țară, la moșia San Mateo în valea Araqua. Va rămâne aici până la 15 ani; copilul răsfățat devine un tânăr bărbat cu inteligența ascuțită, fire bună, sensibil și cu simțul dreptății, modest, simplu, intuitiv și meditativ.
Se pare că tocmai acești ani petrecuți în natură au împiedicat bacilul T.B.C. să-l ucidă înainte de a ajunge la pubertate.

## Tinerețea
Conștienți că în ciuda averii sale, Simón nu era decât un sălbatic, necunoscător al ortografiei, preceptelor filozofice ale lumii de rangul său și bunelor maniere, dar era un Bolívar, unchii săi Esteban și Pedro Palacios îl cheamă la ei în Madrid. Pleacă spre târziu și locuiește în casa unchilor săi care-l introduc în cercul aristocraților creoli. În contact cu viața de Curte, prințul creol înțelege carențele sale educative și cere ajutorul marchizului de Ustariz, om cult originar din Caracas, care-i dezvăluie operele lui Homer, Vergiliu, Horațiu, Dante, Cervantes.
Simón Bolívar devine un autodidact ce studiază gramatica, filozofia, citește poezie și învață să respecte conveniențele sociale și să scrie fără greșeli de ortografie.
În trepidantul ritm al vieții madrilene, la 17 ani, se îndrăgostește de Maria Teresa Josefa Antonia Jaquina Rodriguez del Toro y Alaysa, fata unui bogat venezuelean. Timp de 20 luni idila lor romantică devine serioasă și pe 30 noiembrie 1800, Simón Bolívar cere consimțământul și autorizația pentru a se căsători.
Pentru că răspunsurile întârzie câteva luni, Bolívar pleacă la Bilbao și apoi la Paris, fapt foarte important ce-i va influența evoluția militară; la Paris asistă la proclamarea lui Napoleon ca prim consul.
După luni de așteptare, în mai 1802 Simón și Teresa se căsătoresc la Madrid, apoi pleacă împreună la Caracas și San Mateo.
Fericirea de cuplu durează doar până în 23 ianuarie 1803, când Teresa moare de friguri.

## La maturitate
Văduv la 20 ani și stăpân al unei imense averi, Simón Bolívar jură să nu se mai însoare niciodată, ce va și face și se întoarce la Madrid. Mai târziu, va spune că moartea Teresei a fost cea care l-a transformat din bogatul latifundiar în generalul Bolívar.
După ce durerea s-a alinat, bărbatul din el iese la iveală: se duce la Paris și, în saloanele aristocrației cunoaște pe Fanny de Villars, soția unui colonel, căreia ii va deveni amant. Tot aici cunoaște și are lungi discuții cu madame de Staël, madame de Recamier, fizicianul Gay-Lussac, geograful Alexander Humboldt, botanistul Aimé Bonpland. Este la Paris și primește invitația de a asista la încoronarea lui Napoleon, dar nefiind de acord cu transformarea acestuia din revoluționar în Cezar, refuză să ia parte.
Modul de viață a lui Simón Bolívar în Paris îi afectează sănătatea. Se întâlnește cu fostul său profesor Simón Rodriguez și la îndemnul medicilor, face o călătorie prin Franța, Italia, Olanda, Germania. Sănătatea se reface, starea de spirit se îmbunătățește, iar întâlnirea și discuțiile avute la Roma și Neapole cu baronul von Humboldt vor avea mare însemnătate pentru viitorul lui Bolívar.

## Idei și influențe politice ale lui Simón Bolívar

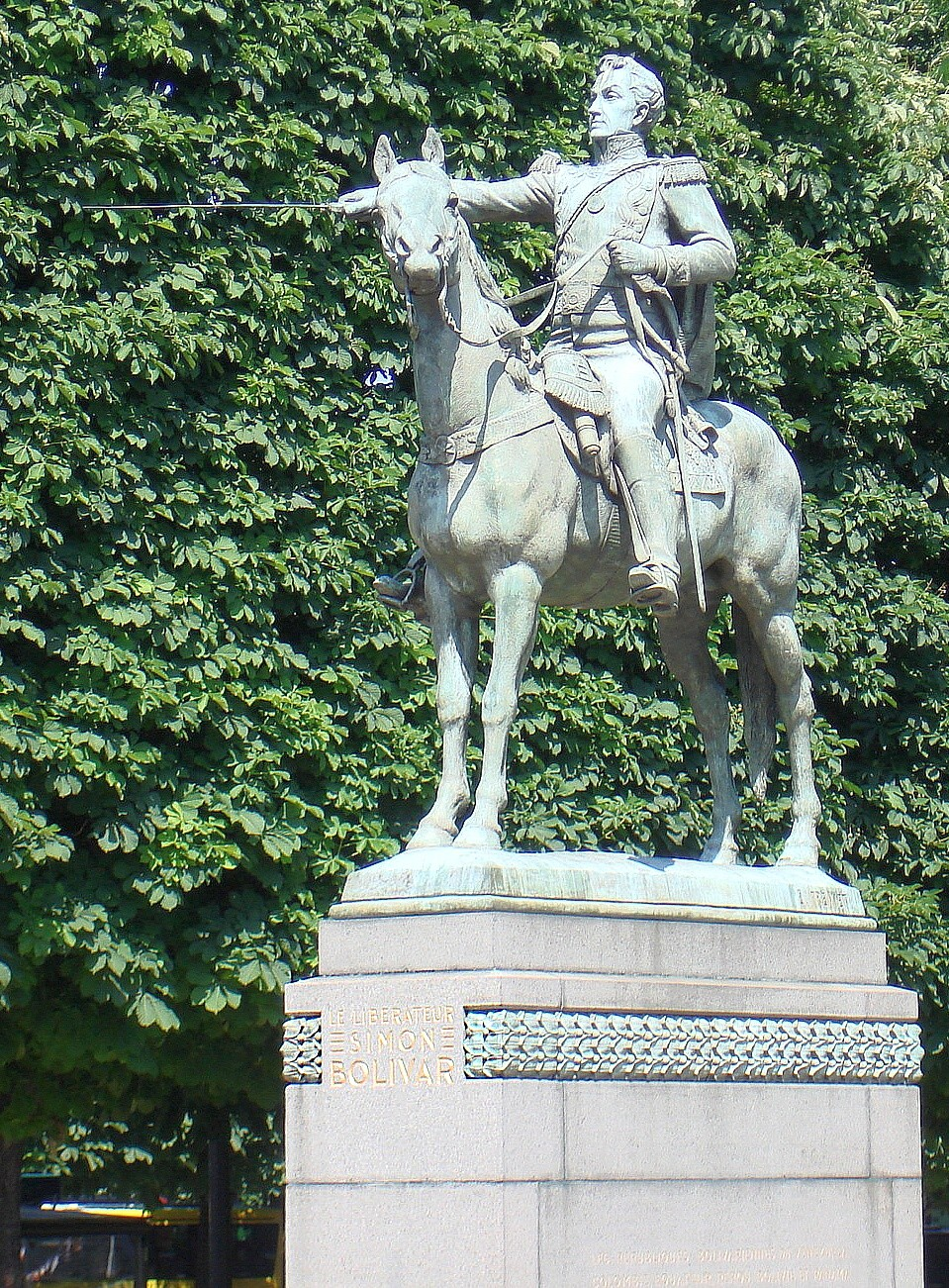
Monumentul lui Simon Bolivar din Paris
Sculptor: Emmanuel Frémiet

Statuia lui Simon Bolivar din București
Sculptor: Mihai Buculei

Educația primită de Bolívar la San Mateo și Madrid conturează clar modul de gândire al Liberatorului.
Indieni, mulatri, metiși, creoli, negri, sclavi ori liberi, pentru Simón Bolívar sunt toți locuitori egali ai Venezuelei. Nu acceptă ideea de sclavie și chiar și-a eliberat pe ai lui când împrejurările i-au permis. Dorea independență și emancipare pentru statele sud americane pe care le vedea prospere într-o federație sub conducerea unui singur om, dar nu voia sa fie el acela. Urăște ideea aducerii unui "rege al Americii". Admira geniul lui Napoleon și ideile lui militare, dar a fost dezgustat de pretenția lui de fi împărat și de modul tiran în care guverna în Franța și în Imperiul Francez.

## Începutul carierei politico-militare
Când se întoarce la Caracas, în iulie 1807 bărbatul de 24 de ani nutrește dorința de a rupe lanțurile stăpânirii spaniole, aprobând părerile baronului german că America spaniolă este coaptă pentru a fi liberă; are însă nevoie de un mare bărbat care să înceapă opera. Când Francisco de Miranda pornește în 1806 din New York expediția de eliberare a Venezuelei, crede că acesta este "marele bărbat" dar se înșală; expediția eșuează.
Condițiile politice din Europa au avut repercusiuni asupra statelor din America, iar valul stârnit de Napoleon a generat și dorința de eliberare a coloniilor ca Bătălia de la Ayacucho.